# Deputy Assistant Commissioner
 
Le Deputy assistant commissioner (DAC) est une fonction de différents services de sécurité dans plusieurs pays.

## Royaume-Uni

### Police métropolitaine
Dans le Metropolitan Police Service de la ville de Londres, cette fonction est située entre l'assistant commissioner et le commandant. C'est l'équivalent du deputy chief constable dans les autres forces de police britanniques.

## États-Unis

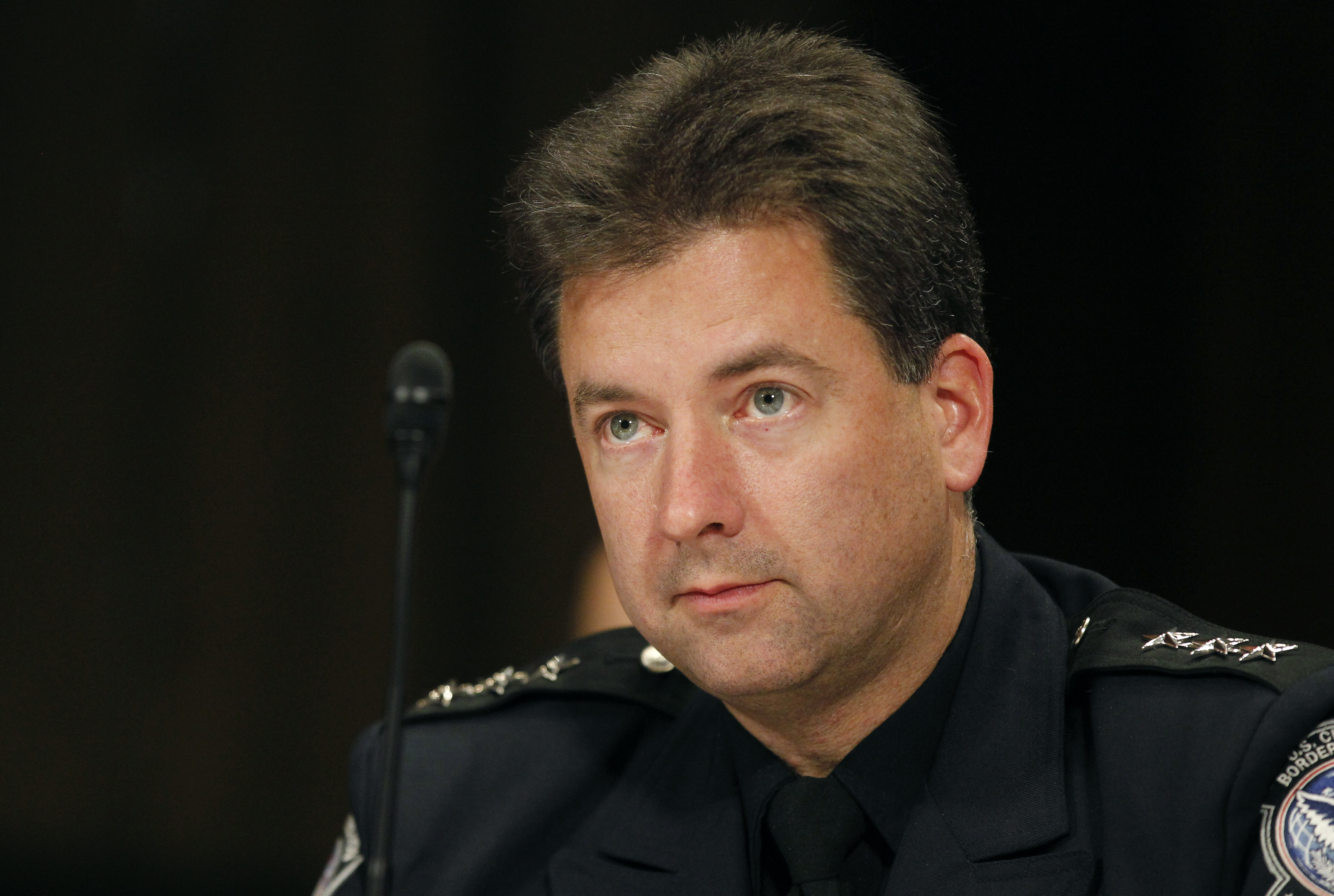
Un Deputy Assistant Commissioner du Service des douanes et de la protection des frontières des États-Unis.

Le Service des douanes et de la protection des frontières des États-Unis comporte des officiers titrés Deputy Assistant Commissioner.